# Parque nacional Guanacaste (Belice)
Parque Nacional Guanacaste es un parque nacional de 50 acres (20 hectáreas) en el centro del país centroamericano de Belice. Lleva el nombre de un árbol de Guanacaste.
El parque nacional se encuentra en el lado norte de la Carretera del Oeste, justo al este del puente de Roaring Creek - cerca de 50 millas (80 kilómetros) al oeste de la Ciudad de Belice, en el Distrito de Cayo, una de las divisiones administrativas de esa nación. En 1973, se estableció como Reserva de la Corona, pero finalmente ganó el estatus de parque nacional en el año 1990.
El parque más tarde fue puesto bajo la responsabilidad de la Sociedad Audubon de Belice. El Parque Nacional de Guanacaste es el parque más accesible de las áreas protegidas administradas por esta sociedad. Su proximidad a las principales ciudades de Belice la convierten en un lugar popular en ese país.